# Carl Leavitt Hubbs
Pour les articles homonymes, voir Hubbs.
Carl Leavitt Hubbs est un ichtyologiste américain, né le 18 octobre 1894 à Williams (Arizona) et mort le 30 juin 1979 à La Jolla, en Californie, des suites d’un cancer des reins.

## Biographie

### Jeunesse
Carl Leavitt Hubbs est le fils de Charles Leavitt et d’Elizabeth (née Goss) Hubbs. Son père occupe des emplois très variés (comme fermier, propriétaire d’une mine de fer ou propriétaire de journal). La famille déménage plusieurs fois avant de s’installer à San Diego où le jeune garçon va prendre goût pour l’histoire naturelle. Après le divorce de ses parents en 1907, il vit avec sa mère qui ouvre une école privée à Redondo Beach (Californie). C’est sa grand-mère maternelle, Jane Goble Goss, l’une des premières femmes médecins, qui initie le jeune Hubbs à la récolte des coquillages et d’autres créatures marines.
L’un de ses professeurs, impressionné par ses capacités dans les sciences, lui recommande d’étudier la chimie à l’université de Berkeley. La famille déménage une fois de plus et s’installe à Los Angeles. Là, il se remarquer par George Bliss Culver (1875-1949), l’un des nombreux collaborateurs bénévoles de David Starr Jordan (1851-1931), qui l’incite à abandonner l’étude des oiseaux qu’il avait débuter, pour s’intéresser aux poissons et notamment à ceux cours d’eau de la région de Los Angeles, à l’époque très peu connu. Il fait ses études à l’université Stanford et y suit notamment les cours de l’ichtyologiste Charles Henry Gilbert (1859-1928), un disciple de David Starr Jordan. C’est Gilbert qui va devenir son mentor lui attribuant, comme travail d’étudiant, la charge de la conservation de la collection de poissons de Stanford. C’est à cette époque qu’il fait la connaissance de John Otterbein Snyder (1867-1943), autre disciple de Jordan. Il obtient son Bachelor of Arts en 1916 et son Master of Arts en 1917. Jordan, qui rencontre Hubbs à ce moment-là, dira de lui qu’il est un étudiant brillant et extrêmement travailleur.

### Conservateur
De 1917 à 1920, il est conservateur assistant des poissons, amphibiens et reptiles au Muséum Field (Field Museum of Natural History) de Chicago. Il se marie avec Laura Cornelia Clark le 15 juin 1918, union dont naîtra deux enfants. Sa femme a également étudié à Stanford (où elle obtient son Bachelor of Arts en 1915 et son Master of Arts en 1916) et qui enseigne les mathématiques.
En 1920, il devient conservateur des poissons au musée de zoologie de l’université du Michigan, fonction qu’il conserve pour 24 ans. Il obtient en 1927, dans cette même université, son Ph. D. avec une thèse intitulée The Structural Consequences of Modifications of the Developmental Rate in Fishes Considered in Reference to Certain Problems of Evolution. Hubbs va contribuer à enrichir les collections du musée principalement par des récoltes faites lui-même, les membres de son équipe ou ses étudiants. En 1929, il participe à un voyage scientifique à Java d’où il rapporte cinq tonnes de spécimens. Hubbs accepte aussi de déterminer les collections d’autres institutions, ce qui permet au musée de recevoir de nombreux spécimens. Laura Hubbs, son épouse, est aussi employée par le musée où elle travaille sur le catalogue des collections. Les Hubbs étudient l’hybridation chez de nombreuses espèces de poisson.

### La Californie
Outre ses fonctions de conservation, Hubbs est le premier directeur de l’Institut de recherche sur les pêches au sein du Département de conservation du Michigan (1930-1935). Dans ce cadre, il conduit diverses recherches tant d’inventaire des faunes de la région, que sur la mortalité et la pollution des eaux, la croissance et la prédation. Durant son séjour à l’université du Michigan, Hubbs fait paraître plus de 300 publications, presque entièrement consacrées aux poissons. Il ne se limite pas à ceux des États-Unis et fait ainsi paraître, avec David Starr Jordan, une étude sur une importante collection de poisson du Japon.
De 1944 à 1969, il enseigne la biologie au Scripps Institute of Oceanography de l’université de Californie de San Diego de La Jolla et où il remplace Francis Bertody Sumner (1874-1945). De 1969 à 1979, il est professeur émérite. Il accepte ce poste pour les nouvelles possibilités de recherche qu’il lui ouvre car son salaire est plus faible que dans le Michigan et le règlement de l’institution empêche l’embauche de sa femme, mais celle-ci continuera à participer aux recherches de son mari.
Les restrictions dues à la guerre, comme le fait que le Scripps Institute avait loué son navire de recherche à l’armée, restreignait considérablement les possibilités de recherche. Durant l’été 1946, Errol Flynn (1909-1959), fils d’un biologiste marin, offre à Hubbs de l’accompagner durant une croisière à bord de sa goélette Zaca. Le résultat n’est pas très bon mais Hubbs découvre le fort taux d’endémisme des espèces de la Guadeloupe.
Dans les années qui suivent la guerre, Hubbs débute plusieurs recherches appliquées dans le domaine de la pêche économique ou sportive. Suite des observations montrant la transformation des populations en fonction des changements de la température de l’Océan Pacifique, il commence à étudier les climats anciens (notamment par la datation des coquilles de mollusque). Cela conduit à la fondation d’un laboratoire en 1957 chargé de fournir des datations pour des échantillons archéologiques ou géologiques. Il léguera sa collection archéologique au Musée de l’homme de San Diego en 1973.

### Son activité de scientifique
Hubbs fait paraître 712 publications. Il étudie d’abord les poissons des Grands Lacs mais après s’être installé à La Jolla il élargit ses recherches aux mammifères marins. Il est aussi un actif vulgarisateur, tant à travers des articles pour des revues populaires ou l’encyclopédie Britannica que dans des émissions de radio. Il sensibilise le public des années 1920 et 1930 au besoin de protection des habitats des mammifères marins comme des poissons de la vallée de la Mort. Son action en faveur de la protection de l’environnement sera récompensé par la médaille d’or de la San Diego Natural History Society.
Membre de plusieurs sociétés savantes, il participe activement à l’activité de l’American Society of Ichthyologists and Herpetologists et à sa publication Copeia. Il est aussi membre de la Wildlife Society (en), de la San Diego Natural History Society (1944), de la National Academy of Sciences (1952), de la Société linnéenne de Londres (1965). Hubbs reçoit de nombreuses récompenses notamment de l’Academy of Natural Sciences of Philadelphia et de la California Academy of Sciences.
Hubbs constitue une importante bibliothèque spécialisée (qu’il estime, en 1944, contenir 40 000 ouvrages et revues), notamment grâce à l’achat de la bibliothèque de Carl H. Eigenmann (1863-1927), dans laquelle se trouvaient certains ouvrages de la bibliothèque d’Albert Charles Lewis Günther (1830-1914). Sa bibliothèque (80 000 volumes) ainsi qu’une immense collection d’archives sont conservées à l’Institut Scripps, les deux étant ouvertes aux chercheurs.
Son nom a été donné à cinq genres et vingt-deux espèces de poissons, un genre de lichen, une espèce d’oiseau, deux espèces de mollusques, une espèce de crabe, trois espèces d’arthropodes cavernicoles, deux espèces d’insectes, trois espèces d’algues, une espèce de lichen, une baleine et un lac asséché dans le Nevada.

## Liste partielle des publications
- 1930 : « Materials for a Revision of the Catostomid Fishes of Eastern North America ». [PDF] en ligne
- 1948 : avec Robert Rush Miller (1916-2003), « The Zoological Evidence: Correlation Between Fish Distribution and Hydrographic History in the Desert Basins of Western United States ».

### Sources
- Kenneth S. Norris (1974). To Carl Leavitt Hubbs, a Modern Pioneer Naturalist on the Occasion of His Eightieth Year, Copeia, 1974 (3) : 581-594.  (ISSN 0045-8511)

- Elizabeth N. Shor, Richard H. Rosenblatt et John D. Isaacs (1987). Carl Leavitt Hubbs, October 18, 1894–June 30, 1979, Biographical Memoirs of the National Academy of Sciences, 56 : 214-226.  (ISSN 0077-2933)[8]
- Keir B. Sterling, Richard P. Harmond, George A. Cevasco & Lorne F. Hammond (dir.) (1997). Biographical dictionary of American and Canadian naturalists and environmentalists. Greenwood Press (Westport) : xix + 937 p.  (ISBN 0-313-23047-1)